# Kurtinig
Kurtinig an der Weinstraße ([kʊrˈtinɪk]; italienisch Cortina sulla Strada del Vino) ist eine italienische Gemeinde mit 681 Einwohnern (Stand 31. Dezember 2023) und ein Dorf in Südtirol. Kurtinig zählt zu den an der Südtiroler Weinstraße gelegenen Dörfern im Unterland.

## Geographie

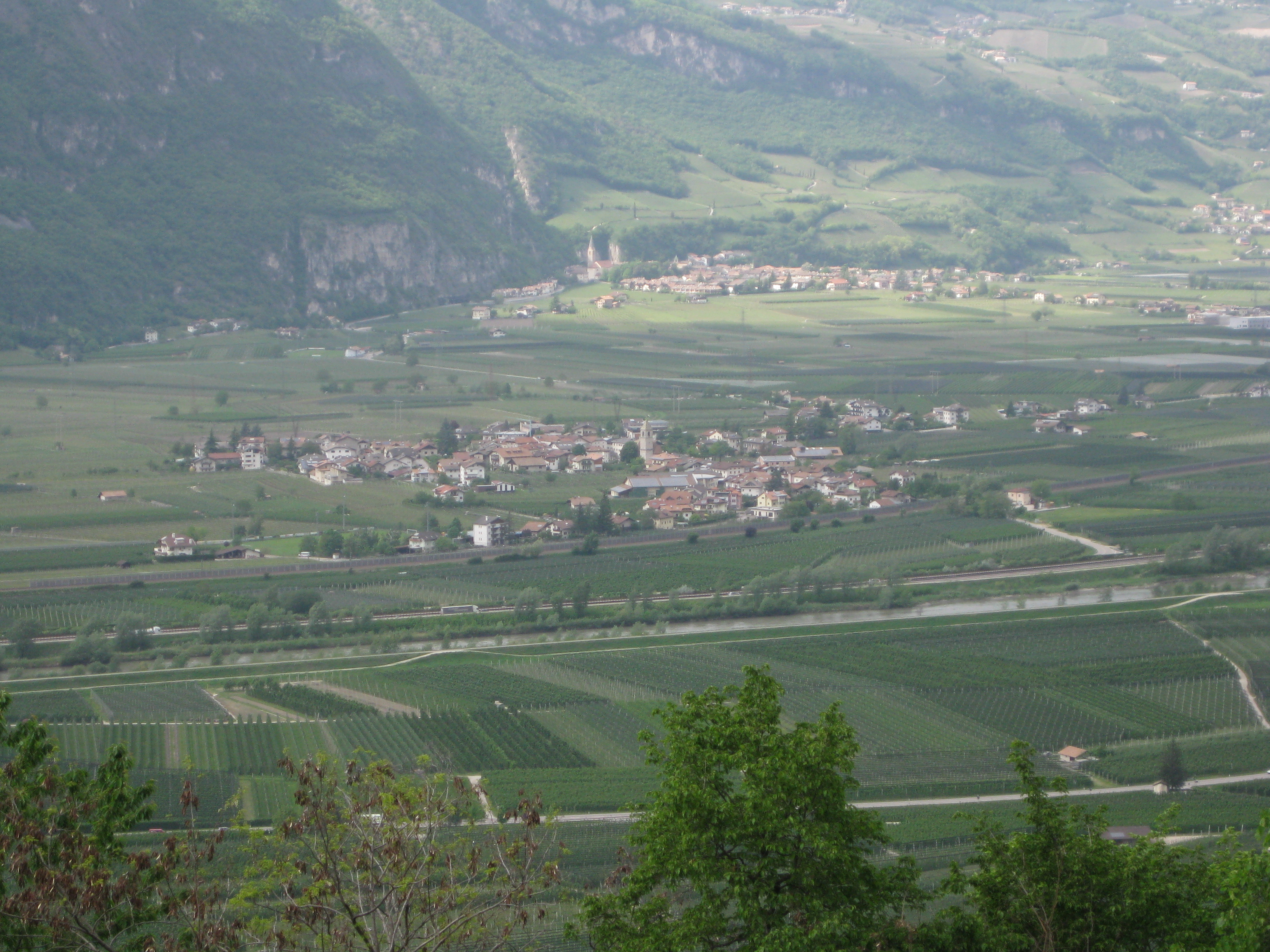
Kurtinig in der Talmitte von Südosten aus gesehen, im Hintergrund Margreid

Kurtinig ist eine Gemeinde im Unterland, einem Abschnitt des Etschtals im Süden Südtirols, und befindet sich etwa in der Mitte zwischen Bozen und Trient knapp nördlich der Salurner Klause. Unter den Südtiroler Gemeinden weist sie mehrere Besonderheiten auf. Für Südtirol ungewöhnlich ist, dass die Gemeinde Kurtinig nur aus einer einzigen Siedlung besteht und mit einer Gesamtfläche von 1,99 km² eine relativ geringe geographische Ausdehnung hat (allein Kuens ist noch kleiner). Für Südtirol einzigartig ist, dass sich das Gemeindegebiet auf den intensiv landwirtschaftlich genutzten Talboden beschränkt, wodurch der Höhenunterschied zwischen dem höchsten und dem niedrigsten Punkt Kurtinigs lediglich 4 m beträgt und die Gemeinde weder Anteil an felsigem noch bewaldetem Gelände hat.
Das Ortszentrum liegt auf einer Höhe von 212 m s.l.m. und befindet sich auf der orografisch rechten (westlichen) Seite der Etsch etwas versetzt gegenüber von Laag. Das Gemeindegebiet, das zu kleinen Teilen auch auf das linke Etschufer übergreift, ist von den Gemeinden Neumarkt, Margreid und Salurn umschlossen.

## Geschichte
Das Dorf wird 1276 als Cortinegum (von lateinisch: curtis = Gehöft) erwähnt, zwanzig Jahre später wird dessen Zugehörigkeit zum Gericht Salurn bezeugt. Das Gebiet war schon zur Stein- und Römerzeit ein ertragreiches Jagd- und Fischereigebiet. Mit dem benachbarten Salurn liegt Kurtinig an der deutsch-italienischen Sprachgrenze und damit unmittelbar an der Schnittstelle zweier europäischer Kulturräume.

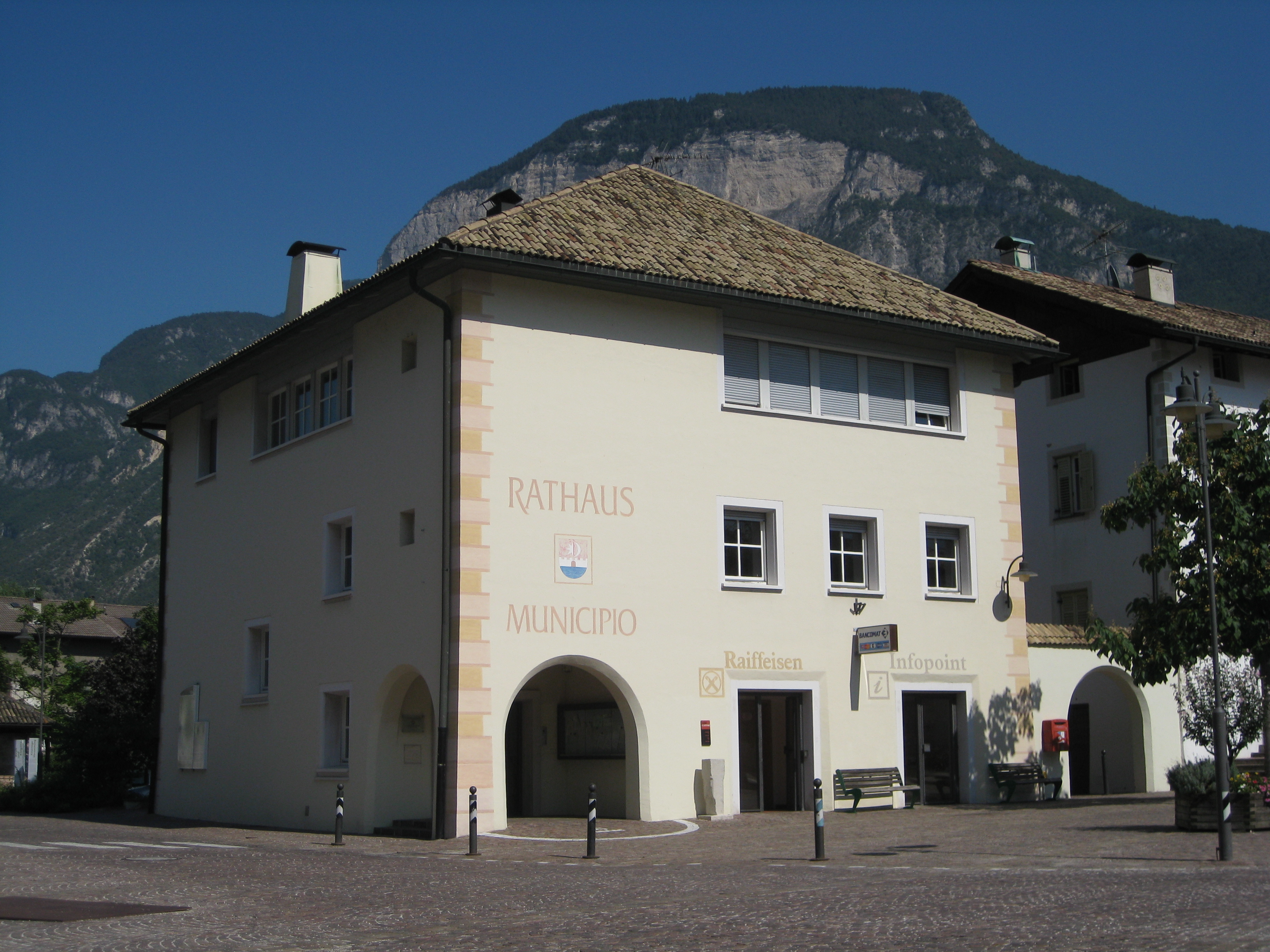
Das Rathaus von Kurtinig

Im Salurner Gerichtsweistum von 1403 wurden die Curtyniger zu landesfürstlichen Weinfuhrdiensten nach Bozen verpflichtet. Kurtinig gehörte bis zum Ende des Ersten Weltkriegs zur Grafschaft Tirol und damit zu Österreich-Ungarn. Innerhalb Tirols war Kurtinig bis 1913 dem Gerichtsbezirk Kaltern zugeordnet, anschließend dem Gerichtsbezirks Neumarkt; beide waren wiederum Teil des Bezirks Bozen. Mit dem Vertrag von Saint-Germain kam Kurtinig 1920 zusammen mit dem Großteil Tirols südlich des Alpenhauptkamms zu Italien. Als 1927 auf diesen ehemals österreichischen Gebieten die beiden Provinzen Bozen und Trient entstanden, wurde Kurtinig wie auch einige andere umliegende Gemeinden der mehrheitlich italienischsprachigen Provinz Trient zugeschlagen, wo es ein Jahr später der Gemeinde Margreid zugeordnet wurde. Erst 1948 wurde Kurtinig in die Provinz Bozen bzw. Südtirol eingegliedert. Seit 1952 ist Kurtinig, das damals noch auf Italienisch den Namenszusatz all’Adige („an der Etsch“) trug, wieder eine eigenständige Gemeinde.
Seit 1971 trägt die Gemeinde den werblichen Zusatz „an der Weinstraße“ im amtlichen Namen.

## Demographie

### Einwohnerentwicklung
| Jahr | Einwohnerzahl |
| ---- | ------------- |
| 1890 | 256           |
| 1900 | 275           |
| 1910 | 356           |
| 1921 | 349           |
| 1931 | 426           |
| 1951 | 428           |
| 1961 | 483           |
| 1971 | 522           |
| 1981 | 477           |
| 1991 | 552           |
| 2001 | 594           |
| 2011 | 656           |

### Sprachgruppen
Kurtinig ist gemäß den seit 1981 erhobenen Sprachgruppenzugehörigkeitserklärungen bzw. Sprachgruppenzuordnungserklärungen eine mehrheitlich deutschsprachige Gemeinde, wobei als Berechnungsgrundlage dieser Prozentwerte allein die gültigen Erklärungen von Personen mit italienischer Staatsbürgerschaft herangezogen wurden.
| Sprache     | 1890    | 1900    | 1910    | 1971    | 1981    | 1991    | 2001    | 2011    | 2024    |
| ----------- | ------- | ------- | ------- | ------- | ------- | ------- | ------- | ------- | ------- |
| Deutsch     | 90,63 % | 84,62 % | 89,61 % | 62,64 % | 69,84 % | 69,33 % | 68,92 % | 68,67 % | 72,00 % |
| Italienisch | 9,38 %  | 15,38 % | 10,39 % | 37,16 % | 29,49 % | 30,67 % | 30,55 % | 31,15 % | 27,67 % |
| Ladinisch   |         |         |         | 0,19 %  | 0,67 %  | 0,00 %  | 0,53 %  | 0,17 %  | 0,33 %  |

## Bildung
In Kurtinig befindet sich eine Grundschule, die dem deutschen Schulsprengel der Nachbargemeinde Neumarkt angeschlossen ist.

## Verkehr
Für den Kraftverkehr ist Kurtinig in erster Linie durch die Weinstraße erschlossen, die durch das Dorfzentrum führt. Parallel zur Etsch durchqueren die A22, die Brennerbahn und die Radroute 1 „Brenner–Salurn“ das Gemeindegebiet. Die Brennerbahn bietet etwas nördlich – im Gemeindegebiet von Margreid gelegen – am Bahnhof Margreid-Kurtatsch eine Zugangsstelle.

## Politik
Bürgermeister seit 1953:
- Franz Stimpfl: 1953–1957
- Richard Teutsch: 1957–1961
- Franz Stimpfl: 1961–1965
- Peter Zemmer: 1965–1968
- Hermann Giacomozzi: 1968–1969
- Armando Endrizzi: 1969–1974
- Helmut Cucco Zemmer: 1974–1980
- Franz Stimpfl: 1980–1985
- Walter Giacomozzi: 1985–2010
- Manfred Mayr: seit 2010

## Persönlichkeiten
- Hermann Teutsch (1924–1945), NS-Widerständler